# 세키시
세키시(일본어: 関市)는 일본 기후현에 있는 시이다. 칼 생산지로 유명하다.

## 지리
기후현 중앙부에 위치하며 2005년의 행정구역 합병으로 V자 모양이 되었다. 또한 이 합병으로 현재 일본의 인구 중심지는 세키시(구 무기정 내)에 위치하고 있다. 총면적 중 구 세키시 지역은 약 60%, 구 무게가와정 지역은 약 30%이 가주지이지만 그 외 지역의 가주지 면적 비율은 10%에도 못 미친다.
합병 전의 구 세키시 지역은 노비평야 북단에 위치해 기후시, 가카미가하라시 등 주변 시정촌과의 교류도 깊다. 한편으로 구 이타도리촌은 후쿠이현과 인접하고 구 가미노호촌은 히다 지방과 인접하는 등 현재의 시역은 찌그러진 형상이고 광대하다.

## 역사
- 1889년 7월 1일 - 정촌제 시행과 함께 무기군 세키정이 성립하였다.
- 1920년 8월 19일 - 요시다촌을 편입하였다.
- 1943년 10월 1일 - 세지리촌 및 구라치촌을 편입하였다.
- 1948년 12월 10일 - 다와라촌의 일부를 편입하였다.
- 1949년 10월 1일 - 도미오카촌의 일부를 편입하였다.
- 1950년 8월 10일　- 야마가타군 센비키촌을 편입하였다.
- 1950년 10월 15일 - 가모군 다와라촌을 편입하여 시로 승격해 세키시가 되었다.
- 1951년 3월 20일 - 시모우치촌을 편입하였다.
- 1954년 9월 10일 - 도미노촌을 편입하였다.
- 1955년 1월 10일 - 고가네다촌을 편입하였다.
- 1956년 9월 29일 - 미나미무게촌이 분할되어 일부는 세키시에 편입되고 나머지는 히가시무게촌과 합병해 무게촌이 되었다.
- 2005년 2월 7일 - 무게가와정·호라도촌·이타도리촌·무기정·가미노호촌을 편입하였다.

## 인구
| 연도 | 인구   | ±%     |
| ---- | ------ | ------ |
| 1970 | 69,201 | —      |
| 1980 | 78,529 | +13.5% |
| 1990 | 87,117 | +10.9% |
| 2000 | 92,061 | +5.7%  |
| 2010 | 91,418 | −0.7%  |
| 2020 | 85,283 | −6.7%  |

|                                            | |
| 세키시의 전국의 연령별 인구 분포（2005년） | 세키시의 연령·남녀별 인구 분포（2005년）                                                                               |
| ■자주색 ― 세키시 ■녹색 ― 일본전국          | ■파랑색 ― 남자 ■빨간색 ― 여자                                                                                          |
| · 세키시（에 해당되는 지역）의 인구추이    | |
| 일본 총무성 통계국 국세조사 결과           | |
|                                            | 기술적 문제로 인해 그래프를 일시적으로 사용할 수 없습니다. 파브리케이터와 미디어위키 위키에 더 자세한 정보가 있습니다. |

## 교통

### 철도
- 나가라가와 철도 에쓰미난선

### 도로
- 도카이호쿠리쿠 자동차도
- 도카이 환상 자동차도
- 국도 156호선
- 국도 248호선
- 국도 256호선
- 국도 418호선